# Cheillophota
Cheillophota — рід еребід з підродини совок-п'ядунів у складі якого є чотири види. Представники цього роду поширені по всій Папуа Новій Гвінеї. Всі види були описані 1908 року.

## Систематика
У складі роду:
- Cheillophota costistrigata Bethune-Baker, 1908
- Cheillophota dinawa Bethune-Baker, 1908
- Cheillophota nigra Bethune-Baker, 1908
- Cheillophota owgarra Bethune-Baker, 1908